# Rosemary Verey
Rosemary Verey (* 21. Dezember 1918 in Gillingham, Brompton, Kent als Isabel Rosemary Baird Sandilands; † 31. Mai 2001 im Chelsea Memorial Hospital London) war eine englische Landschaftsgärtnerin.

## Leben
Rosemary Verey war das jüngste von vier Kindern des Marineoffiziers Prescott Sandilands (1878–1956) und von Gladys Baird (geborene Murton). Seit ihrem zehnten Lebensjahr lebte sie im Internat Eversley in Folkestone, wo sie ihr Abitur machte. Danach studierte sie am University College London Betriebswirtschaftslehre und Mathematik unter anderem bei Hugh Gaitskill, brach ihr Studium jedoch ohne Abschluss ab, um mit 21 Jahren den Architekturgeschichtler David Cecil Wynter Verey (1912/13–1984), Sohn des Pfarrers Henry Verey, einen Freund ihres Bruders zu heiraten. Verey beschrieb die Ehe als „freundschaftlich“.
1940, während ihrer ersten Schwangerschaft, lebte Verey eine Zeitlang bei ihren Schwiegereltern in Barnsley House in den Cotswolds bei Cirencester. Barnsley House war von Brereton Bouchier, dem örtlichen Grundbesitzer 1697 im William-and-Mary Stil des 17. Jahrhunderts erbaut worden. Nach dem Tode seiner Frau 1690 und seiner erneuten Heirat zog er in das neu-erbaute Herrenhaus von Barnsley Park und das Haus diente bis 1932, als die Kirchspiele Barnsley und Bibury zusammengelegt wurden, als Pfarrhaus. Cecil Henry und Linda Verey, Rosemary Vereys Schwiegereltern, hatte das Haus 1939 gekauft.

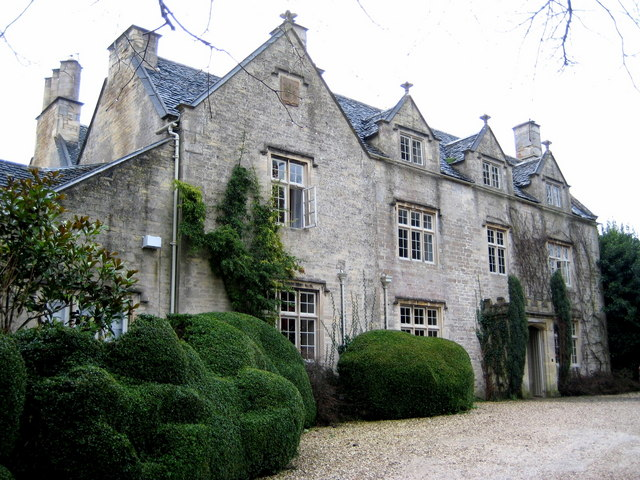
Barnsley House in den Cotswolds

Nachdem David Verey, der bei den Royal Fusiliers gedient hatte, aus dem Krieg zurückkehrte, zog das Ehepaar 1951 nach Barnsley House, die Schwiegereltern bezogen den Witwensitz. Von da an widmete Rosemary Verey sich der Jagd, Affären, Tennis und schließlich der Erziehung ihrer vier Kinder, Charles (* 1940), Christopher (* 1942), Veronica (* 1947) und Davina (* 1949). Sie sammelte historische Gartenbücher. Zu ihrem Freundeskreis gehörte unter anderem der Autor John Fowles. Sie organisierte auch Reitveranstaltungen und die Treffen des lokalen Pony-Clubs.
Ohne formale Ausbildung als Gärtner oder Landschaftsarchitekt begann Rosemary Verey 1951 auf Anregung ihres Mannes in Barnsley zu gärtnern, nachdem sie nach einem Reitunfall nicht mehr an der Fuchsjagd teilnehmen konnte. Sie wurde dabei von dem Gartenarchitekten Percy Cane beraten. In Barnsley House richtete sie den 1770 von Charles Coxwell ummauerten Garten nach dem Vorbild von Gertrude Jekyll und einen ornamentalen Küchengarten ein, der von dem Garten von Schloss Villandry an der Loire und Ideen von William Lawson, einem Gärtner des 17. Jahrhunderts beeinflusst war. Er war durch kreuzförmig angelegte Wege eingeteilt, die Gemüsebeete waren mit niedrigen Buchsbaumhecken eingefasst. Berühmt war auch eine lange, mit Goldregen überwachsene Pergola ('Laburnum walk'), unterpflanzt mit Zierlauch, eine Idee, die sie von den holländischen Gärtner van Tubergen übernommen hatte. 1962 translozierte ihr Gatte für sie ein klassizistisches Tempelchen in Toskanischer Ordnung aus dem nahegelegenen Landgut Fairford Park, das 1951 abgerissen worden war. Der Tempel, vermutlich von William Eames um 1770 entworfen, steht inzwischen unter Denkmalschutz. Das Design dieses Gartenareals geht auf Gay Hellyer zurück. Auch eine neogotische Gartenstaffage und ein Teich mit Seerosen fehlte nicht. Der Garten, der 1,2 ha umfasste, war seit den 1980er Jahren für zahlende Besucher geöffnet und zählte zu den meistbesuchten Gärten Englands. 1989 war er „Garten des Jahres“ (Historic Houses Association). Verey richtete eine Gärtnerei ein, die überzählige Pflanzen an die Besucher verkaufte.
Nach dem Tod ihres Mannes nach 55-jähriger Ehe gestaltete Verey ab 1984 Privatgärten in Großbritannien und den Vereinigten Staaten. Der Kunsthistoriker Roy Strong, ehemaliger Direktor des Victoria & Albert Museums will dies auf den Einfluss des Innenarchitekten David Vicary zurückführen, der unter anderem den Springbrunnen von Wilton House entworfen hatte. Für die praktische Ausführung zeichnete oft der Gartengestalter John Hill (Sherbourbe Gardens, Gloucestershire). Sie selbst nannte Russell Page und Arthur Hellyer unter den Gärtnern, die sie beeinflussten bzw. ihr weiterhalfen.
Verey verfasste zahlreiche Gartenbücher, meist Bilderbücher, die private Gärten in England und den USA zeigten, oft in Zusammenarbeit mit dem Fotografen Andrew Lawson. Verey verfasste auch Beiträge für die Zeitschriften Country Life und Kitchen Gardener. In zahlreichen Vortragsreisen an der Ostküste der USA propagierte sie den klassischen „englischen Country Garden“ und etablierte ihren Ruf als die letzte der großen englischen Gartengestalter. Reiche Amerikaner waren von ihrem Auftreten und ihren Kontakten zur britischen Aristokratie und zum Königshaus beeindruckt. Der Designer Hardy Amies, ein begeisterter Rosenzüchter, entwarf ihre Garderobe für Vortragsreisen. Sie trat auch im Fernsehen auf.
Freiwillige aus den USA konnten unter ihrer Anleitung in Barnsley arbeiten und andere englische Gärten besuchen. Dies taten unter anderen Gregory Long, später Leiter des Botanischen Gartens in New York; Caroline Burgess, später Leiterin der Stonecrop Gardens und die Anwältin Barbara Paul Robinson, die danach Artikel in Gartenzeitschriften veröffentlichte, welche die Ansichten von Verey verbreiteten. Trotzdem verwilderte der Garten in den letzten Jahren zunehmend, was Verey als ihren „Wiesen-Stil“ bezeichnete.
Verey bestand vehement darauf, dass ihre amerikanischen Freiwilligen die lateinischen Pflanzennamen kannten, gab aber gerne zu, dass sie auf Anregung ihres Gatten Bezeichnungen erfand, wenn sie selbst die Pflanzen nicht identifizieren konnte. Nach Lane Fox waren ihr jedoch auch gängige Gartenpflanzen unbekannt.
Eine ihrer bekanntesten Aussagen war: "Langweilig zu sein, ist eine Sünde. Dagegen war es selbstverständlich zulässig, die Ideen anderer Leute zu nutzen. Wurde sie nach einer ihr unbekannten Pflanzenkrankheit befragt, empfahl sie, die befallene Pflanze auszugraben, wegzuwerfen und einfach eine Neue zu kaufen.
Verey zog 1987 in den Witwensitz „The Close“, wo sie einen neuen kleinen Garten anlegte. Im Konservatorium richtete Simon Verity für sie eine künstliche Grotte ein. Sie wurde in Cirencester bestattet, zu den, manchmal kritischen Leichenrednern gehörten Roy Strong und der Fotograf Andrew Lawson.
Vevey wird von Roy Strong als freizügig beschrieben, Penelope Hobhouse empfand Verey als bestimmend und einschüchternd, besonders gegenüber Laien und Anfängern, Lane Fox als arrogant. Barbara Paul Robinson beschreibt sie als „manchmal grob“.
Sie galt als der „ultimate establishment designer, a Shires lady in pearls and quilted jacket“, tatsächlich war sie auch bei der Gartenarbeit gut frisiert, trug eine Perlenkette und ein Seidenkleid und erfüllte damit jedes Klischee einer englischen Landadeligen. Sie genoss ihre amerikanische Berühmtheit sehr. Zu ihren Freunden zählte auch Christopher Lloyd, der sich allerdings wiederholt darüber ärgerte, dass sie die jungen gutaussehenden angehenden Gärtner, mit denen er sich gerne umgab, als „Personal“ behandelte und anblaffte, wenn er nicht mit im Raum war.
Nach dem Tode von Verey wurde Barnsley House durch ihren Sohn Charles betreut. Rupert Pendered und Tim Haigh erwarben es und machten es zu einem Luxushotel, der Garten ist seit September 2002 nicht mehr für die Öffentlichkeit zugänglich.
Eine Biographie Vereys von Barbara Paul Robinson unter dem Titel „Rosemary Verey: The Life and Lessons of a legendary Gardener“ ist in Vorbereitung (David R. Godine).

## Stil
Vereys Stil war traditionell und derivativ: sie entwarf elegante „englische Bauerngärten“, die zwischen den Traditionen des Arts and Crafts Movement, insbesondere von Gertrude Jekyll, und den klassischen Landhausgärten mit langen Blumenrabatten („English classical revival style“) standen und passte Motive aus den Gärten englischer Herrensitze und französischer Schlösser für kleinere Anlagen an. Sie selbst bezeichnet Russell Page als ein wichtiges Vorbild und bezieht sich oft auf sein Buch Education of a Gardener. Die Anlagen waren meist durch axiale Pfade gegliedert und enthielten klassische Gestaltungselemente wie Statuen, Gartenhäuschen, Rosengärten, Tempelchen und Pergolen. Die strengen Linien wurden durch eine reichliche Bepflanzung in zarten, aufeinander abgestimmten Pastellfarben gemildert, die über die Wegeeinfassungen aus Buchsbaum quoll. Hauptelemente waren Rabatten aus Stauden oder gemischte Rabatten aus Stauden und einjährigen Pflanzen und Knollenpflanzen. Das alles machte sie vor allem in den Vereinigten Staaten sehr populär.
Genaue Planung war ihre Sache nicht, so mussten oft Pflanzen ausgetauscht werden, weil sie nicht rechtzeitig bestellt hatte und die gewünschten Pflanzen daher nicht in ausreichender Zahl zur Verfügung standen. Sie konnte auch keine Pläne zeichnen. Da sie keine Kenntnisse der Vermessung besaß, arbeitete sie mit Schablonen, eine Bretterkonstruktion half ihr, rechte Winkel herzustellen, was natürlich nicht für größerer Flächen geeignet ist. Sie fand jedoch, dass dies keinen wirklichen Unterschied mache: „On the ground, as long as you keep a certain symmetry, you do not notice the discrepancies that seem obvious on paper.“. Auch die Bepflanzung wurde oft erst vor Ort festgelegt, indem sie eine Pflanzliste anlegte und die Pflanzen dann so lange hin- und herschob, bis sie meinte, ein befriedigendes Ergebnis erreicht zu haben. Die Anweisung, Pläne maßstabsgerecht zu übertragen, entnahm sie Gervase Markhams „The Countrie Farm“ von 1664 und erschien so mit Schnüren, Bambusstecken und Streusand gerüstet bei ihren Klienten.

## Gärten

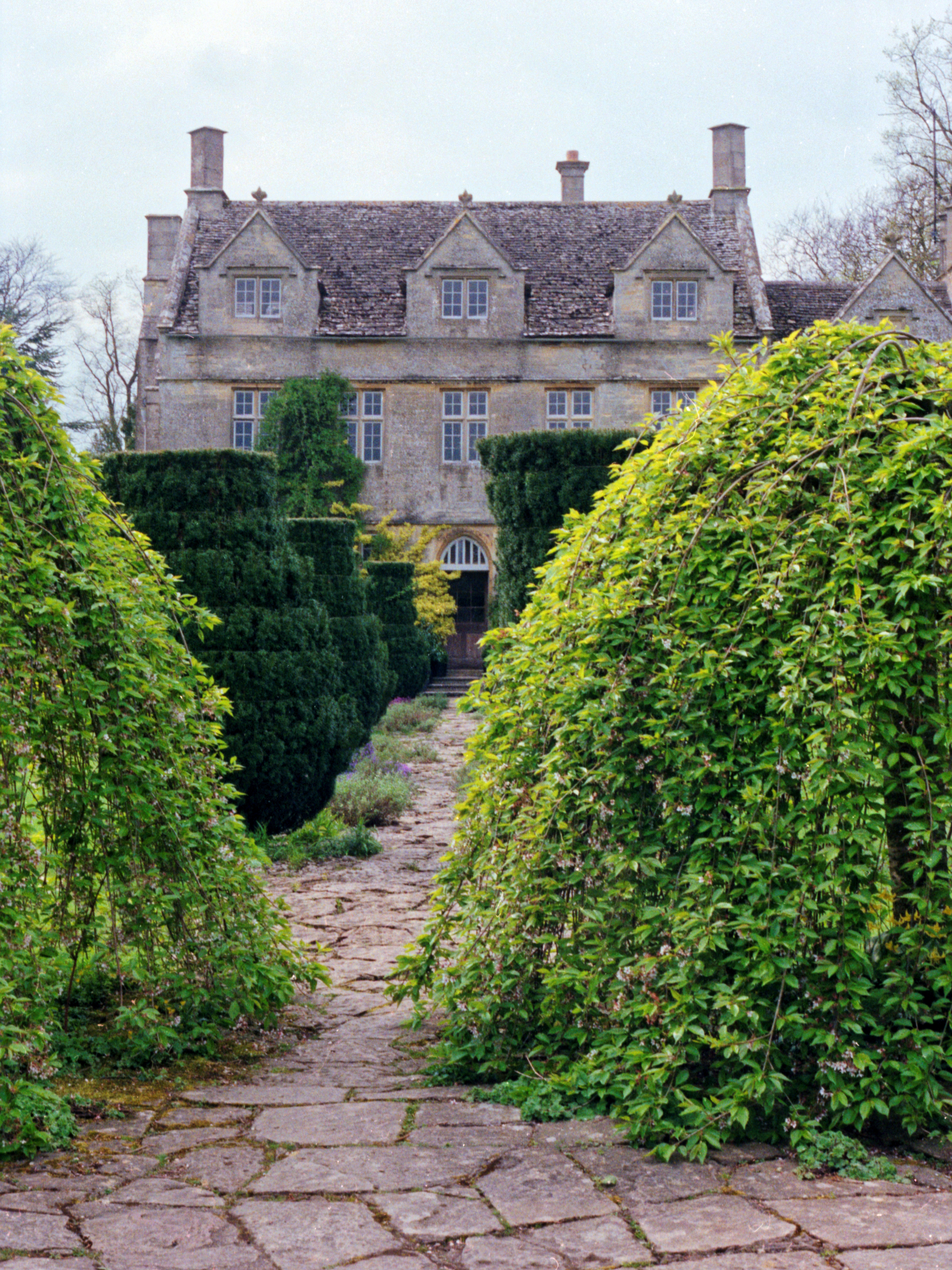
Formschnitt im Garten von Barnsley House

Eine Liste ihrer Gärten findet sich in ihrem Buch Rosemary Verey’s Garden plans.
In Großbritannien entwarf sie Gärten für Elton John und eine Rabatte sowie einen Küchengarten für Prinz Charles' Schloss in Highgrove und ein Hochbeet für Prinzessin Michael of Kent in Nether Lypiatt Manor (Gloucestershire). Die Marquise von Bath gab eine Rabatte in Longleat House in Wiltshire in Auftrag. Auch für den Garten von Mount Stuart House (Isle of Bute) entwarf sie einen „Retro“-Potager. Für den New York Botanical Garden entwarf sie einen ornamentalen Küchengarten in Zusammenarbeit mit dem Bildhauer Simon Verity. 1992 entwarf sie einen Garten für die Chelsea Flower Show für den Evening Standard, der eine von Diana Reynell gestaltete Muschel-Grotte enthielt, sowie eine Statue von Simon Verity, die ihrem Mann gehörte.
Auch Knotengärten nach barockem Vorbild gehörten zu ihren Repertoire. Die Muster entnahm sie den Büchern von Stephen Blake (1664) und Gervase Markham (1616). In Jacksonville in Florida verzierte sie den Parkplatz des örtlichen Gartenclubs mit einem Knotengarten.
Ihre Gärten sind meist recht arbeitsintensiv gestaltet, Verey war daran gewöhnt, ausgebildetes Gartenpersonal zur Verfügung zu haben. Ihre Gärten sollten das ganze Jahr über wirken, auch im Winter.
Zu ihren bevorzugten Pflanzen gehörten Buchsbaum, Goldregen, Geranien, Zierlauch, Glockenblumen, Waldrebe und Akelei.
Ihre beliebtesten Farbkombinationen waren grau und rosa, gelb und blau sowie eine Kombination verschiedener Gelbtöne. Als Ausgangspunkt ihres Designs dient ein zwölfteiliger Farbenkreis. Anregungen für gärtnerische Farbkombinationen könne die Damenmode, Innenarchitektur und Schnittblumen liefern. Verey verband Farben mit verschiedenen Geschwindigkeiten, Grün mit Verlangsamung, Rottöne mit Beschleunigung.

Zwölfteiliger Farbkreis, innen Primärfarben, zweiter Kreis Sekundärfarben, Zwischenfarben außen

Sie empfahl, Pflanzenkombinationen nach dem Farbenkreis auszuwählen. Kombinationen der Primärfarben rot, gelb und blau seien zu vermeiden. Eine Seite weiter beschreibt sie die Kombination von Gelb und Blau allerdings als dynamisch („vibrant“). Die Sekundärfarben Orange und Violett ergäben eine gute Mischung, ebenso Grün und jede andere Farbe. Auch eine Mischung einer Primärfarbe mit der gegenüberliegenden Sekundärfarbe, zum Beispiel Blau und Orange, Gelb und Violett, Rot und Grün sei „erfolgreich“. „Zwischenfarben“, die derselben Primärfarbe zugehörten, sollten jedoch nicht gemischt werden. Sie rät Gärtnern jedoch, sich letztlich auf ihren Instinkt zu verlassen.
Die Form der Blätter sei besonders bei monochromen Pflanzenkombinationen wichtig. Während einige Pflanzen eine harmonische Kombination von Blüten und Blättern besäßen – Magnolien und Christrosen finden ihren Beifall –, sei diese bei anderen eher unglücklich. Daher empfiehlt sie, die Blüten von Weinraute, Spierstrauch und Heiligenkraut abzuschneiden, da diese nicht zu der Farbe der Blätter passten. Wichtig sei es jedoch, den Garten der Landschaft anzupassen und nicht umgekehrt.
Strong kritisiert an Barnsley, dass der Garten nur auf Perspektiven ausgerichtet sei, ihm fehle „Geheimnis und Überraschung“, da er sich auf einen Blick erschließe. Dadurch wirke der Garten klein. Lane Fox missfielen die engen Wege, besonders im Küchengarten. Der Garten sei fotogen, aber für eine langfristige Nutzung schlecht geeignet.

## Wirkung
Vereys Stil war in den 1980er Jahren sehr populär. Die Anwältin und Hobby-Gärtnerin Barbara Paul Robinson nannte sie in einem Vortrag „die Königin des Gartenbaus“ und behauptet „Rosemary Verey, in her life as in her work, was the very personification of the English garden style. Her influence will be felt for generations.“ Der Althistoriker Robin Lane Fox nennt sie die "Königin des Englischen Gartenbaus. Nach dem Nachruf im Economist war sie in der Luxusgüter-Industrie tätig, besonders für wohlhabende Amerikaner. Ein „Verey-Garten“ verlieh denselben Status wie ein Rolls-Royce oder ein Besuch bei Harrods, „… the Verey look was a rich person’s indulgence“. Der exzentrische Kunstgeschichtler Roy Strong nannte Verey 1989 „seine Gartenmuse“, bezeichnete ihren Stil jedoch eher abfällig als „revival revival“, also die Wiederaufwärmung des durch Gertrude Jekyll und Edwin Lutyens populär gemachten englischen Landhausstils der viktorianischen und edwardischen Zeit. „To her, the past was a way of moving forward.“ Sie habe den Stil der 1880er und 1890er Jahre wieder aufgenommen, der 1914 sein natürliches Ende gefunden hatte. Strong führt ihre Popularität auf den Kult des englischen Landhauses und die Restaurierung historischer Gärten in den 1980er Jahren zurück. Sie habe sich nie mit Ideen abgegeben, sondern sich auf ein „Feuerwerk“ von Pflanzen beschränkt.
Lane Fox dagegen sieht in dem billigen Druck von Büchern mit Farbfotos in Hongkong und anderswo als die Wurzel ihres Erfolges: Bücher wie Making of a Garden oder Garden plans waren verschwenderisch mit brillanten Farbfotos ausgestattet and stachen so deutlich von älteren Werken ab. Während Autoren wie Hobhouse in den 1960er und 1970ern vor allem versucht hatten, den Garten weniger arbeitsintensiv zu machen und sich so den veränderten sozialen Bedingungen der Nachkriegszeit anzupassen, war Vereys Garten opulent und sehr arbeitsintensiv. Mit dem Honorar ihrer Büchern und Vortragsreisen konnte sie sich ein Team von Gärtnern leisten. Für Lane Fox traf Vevey in den frühen 1980ern den Geist der Thatcher-Jahre und den optimistischen Glauben an die freie Marktwirtschaft.
Vereys Wiederaufnahme des English classical revival style, von Stephen Anderton als „die höfliche Pastell-Periode“ der Gärtnerei bezeichnet wurde in England bald durch den „New Perennial“-Stil Piet Oudolfs und das modernistische Gartendesign etwa von Dan Pearson verdrängt und gilt heute als altbacken.

## Auszeichnungen
- OBE 1996
- Victoria Medal of Honour der Royal Horticultural Society 1999

## Werke
Verey verfasste 17 Bücher, das erste zusammen mit Alvilde Lees-Milne, die den Garten von Grange bei Wootton-under-Edge in Gloucestershire betrieb und jahrzehntelange Erfahrung im Gartenbau besaß. Bei einigen Büchern scheint Verey von einem Ghostwriter unterstützt worden zu sein, so dankt sie zum Beispiel Katherine Lambert dafür, dass sie ihr freigiebig half, ihre Ideen zu sammeln und ihre Gedanken zu Papier zu bringen
- als Herausgeberin mit Alvilde Lees-Milne: The Englishwoman’s Garden. Chatto and Windus, London 1980, ISBN 0-7011-2395-8.
- The Scented Garden. Marshall, London 1981, ISBN 0-7181-2050-7.
- Classic Garden Design. How to adapt and recreate Garden Features of the Past. Viking, Harmondsworth 1984, ISBN 0-670-80063-5 (Neuauflage: Murray, London 1989, ISBN 0-7195-4664-8).
- mit Ellen Samuels 1984: The American Woman’s Garden. Little & Brown, Boston, ISBN 0-8212-1580-9.
- Alvilde Lees-Milne, Rosemary Verey (Hrsg.) 1987. The Englishman’s Garden. Viking, London, ISBN 978-0-670-82010-8. Weitere Auflagen: Allen Lane, London. David R. Godine, ISBN 0-7139-1436-X.
- Hrsg. mit Alvilde Lees-Milne: The New Englishwoman’s Garden. Chatto and Windus, London 1987, ISBN 0-7011-3273-6.
- The Garden in Winter. Frances Lincoln, London 1988, ISBN 0-7112-0507-8 (US-amerikanische Ausgabe Portland, Timber Press, 1995, ISBN 0-88192-337-0, Neuauflage Frances Lincoln, 2002, ISBN 0-7112-2020-4).
- Eileen Stamers-Smith (Hrsg.) 1989. A Countrywoman’s Notes, First published in Country Life magazine in monthly contributions between 1979 and 1987. Cirencester, Gryffon Publications. Limitierte Auflage. von 260 Exemplaren[69] (weitere Auflagen 1991, 1993, 2009).
- Good Planting. Frances Lincoln, London 1990, ISBN 0-7112-0606-6.
- The American Man’s Garden. Little & Brown, Boston 1990, ISBN 0-8212-1774-7.
- (Hrsg.) The Garden gate. Pavilion, London 1991, ISBN 1-85145-780-1.
- The Flower Arranger’s Garden. Conran Octopus, London 1992, ISBN 1-85029-322-8.
- A gardener’s book of days. Frances Lincoln, London 1992, ISBN 0-7112-0748-8.
- Good Planting. Frances Lincoln, London 1990. Weitere Auflagen: Boston, Little & Brown 1993, ISBN 0-316-89982-8.
- Rosemary Verey’s garden plans (Fotos von Andrew Lawson, Aquarelle von Jean Sturgis). Frances Lincoln, London 1993, ISBN 0-7112-0810-7.
- als Herausgeberin: Secret Gardens, revealed by their Owners. Little & Brown, Boston 1994, ISBN 0-8212-2074-8.
- Rosemary Verey’s Making of a Garden. Photographs by Tony Lord. Frances Lincoln, London 1995, ISBN 0-7112-1035-7.
- Rosemary Verey’s English Country Gardens. Henry Holt & Co, New York NY 1996, ISBN 0-8050-5080-9.
- The English Country Garden. BBC Books, London 1996, ISBN 0-563-38705-X.